# Ali Hassan Afif
Ali Hassan Afif Yahya (ur. 20 stycznia 1988) – katarski piłkarz występujący na pozycji napastnika w klubie Al-Duhail.

## Kariera piłkarska
Ali Hassan Afif od początku kariery, czyli od sezonu 2005/2006 występował w barwach katarskiego zespołu Al-Sadd, grającego w Q-League – najwyższej lidze w Katarze. W latach 2006 i 2007 zostawał mistrzem kraju. W 2012 roku został wypożyczony na pół roku do klubu Lekhwiya SC, a przed kolejnym sezonem został zawodnikiem tego klubu na stałe. Z nowym klubem pięciokrotnie został mistrzem kraju.
Afif jest także reprezentantem Kataru. W drużynie narodowej zadebiutował w 2007 roku. Został również powołany na Puchar Azji 2007, gdzie jego drużyna zajęła ostatnie miejsce w grupie. On wystąpił w dwóch meczach tej fazy rozgrywek: z Wietnamem (1:1) i Zjednoczonymi Emiratami Arabskimi (1:2). W 2011 także był powołany na turniej, jednak Katar zakończył udział na fazie grupowej. W Pucharze Azji 2019 wystąpił w jednym meczu grupowym przeciwko Korei Północnej i wraz z całą drużyną został zwycięzcą turnieju, po tym jak Katar w finale pokonał Japonię - 2:1.